# MLB Draft 2015

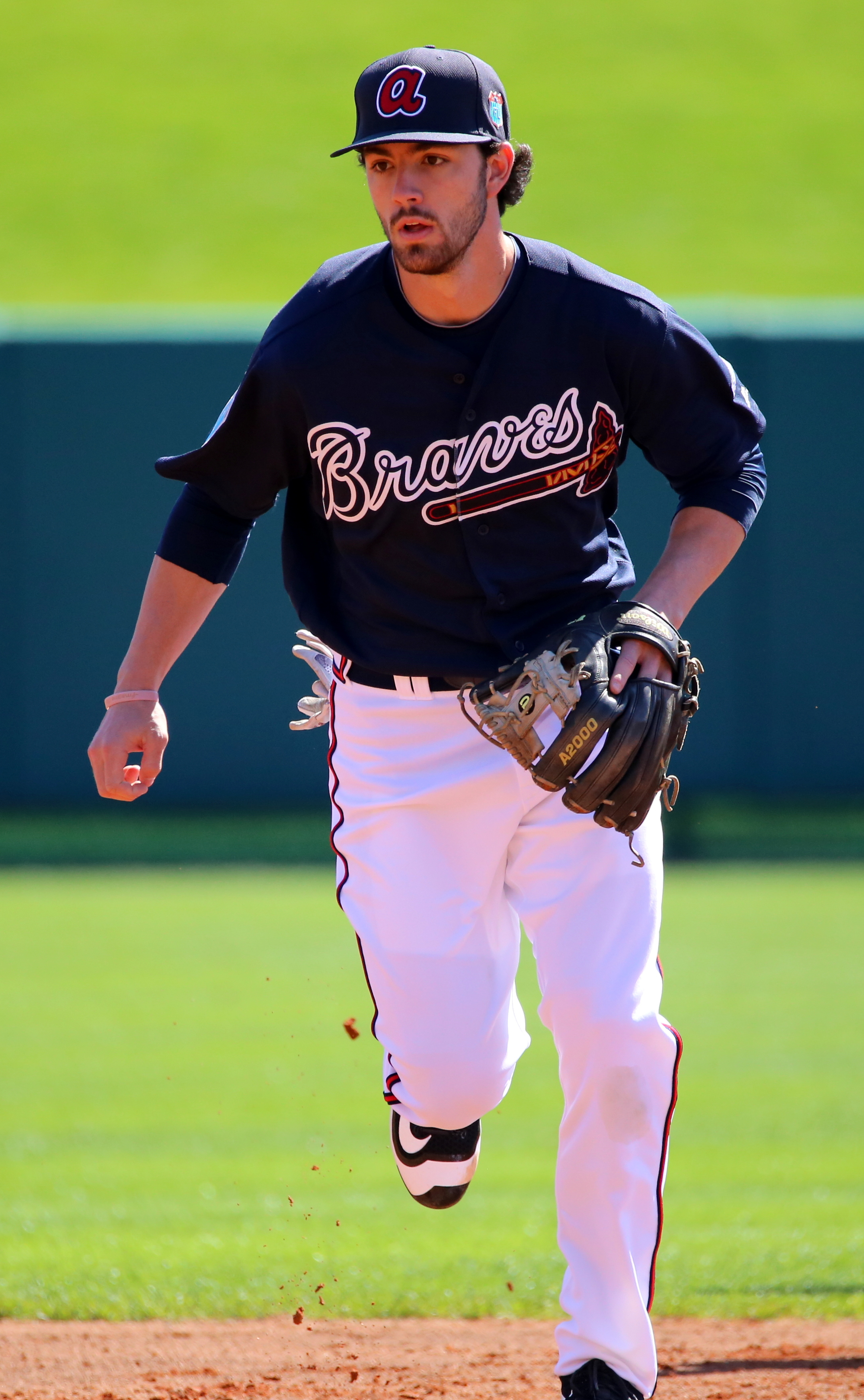
Dansby Swanson, der erste Pick im Draft 2015

Der MLB Draft 2015, der Entry Draft der Major League Baseball, fand vom 8. bis 10. Juni 2015 statt. Die Draftreihenfolge war entgegengesetzt zu den Platzierungen der MLB-Saison 2014, so dass das schlechteste Team des Vorjahres, die Arizona Diamondbacks, die erste Wahl (Pick) hatten. Da es zwischen den Houston Astros und dem Nr. 1 Pick des MLB Draft 2014 Brady Aiken aus Zweifeln an dessen gesundheitlicher Situation nicht zu einer Vertragsunterschrift kam, wurde den Astros zur Kompensation der zweite Pick der ersten Runde zugesprochen.
Der US-amerikanische Shortstop Dansby Swanson wurde an Position 1 des Drafts gewählt. Erster nicht US-Amerikaner, der gedraftet wurde, war der kanadische First Baseman Josh Naylor an Position 12. Erster nicht aus den USA oder Kanada stammender Draft-Pick war Jode Espada aus Puerto Rico in Runde 5 als 152ster Spieler.

## Erstrundenwahl
| All-Star                             |
| 0*0 Spieler hat nicht unterschrieben |

| Pick | Spieler            | Spieler            | Franchise | Franchise             | Position | Schule                                                      |
| ---- | ------------------ | ------------------ | --------- | --------------------- | -------- | ----------------------------------------------------------- |
| 1    | Vereinigte Staaten | Dansby Swanson     |           | Arizona Diamondbacks  | SS       | Vanderbilt                                                  |
| 2    | Vereinigte Staaten | Alex Bregman       |           | Houston Astros        | SS       | LSU                                                         |
| 3    | Vereinigte Staaten | Brendan Rodgers    |           | Colorado Rockies      | SS       | Lake Mary High School (Florida)                             |
| 4    | Vereinigte Staaten | Dillon Tate        |           | Texas Rangers         | RHP      | UC Santa Barbara                                            |
| 5    | Vereinigte Staaten | Kyle Tucker        |           | Houston Astros        | OF       | Henry B. Plant High School (Florida)                        |
| 6    | Vereinigte Staaten | Tyler Jay          |           | Minnesota Twins       | LHP      | Illinois                                                    |
| 7    | Vereinigte Staaten | Andrew Benintendi  |           | Boston Red Sox        | OF       | Arkansas                                                    |
| 8    | Vereinigte Staaten | Carson Fulmer      |           | Chicago White Sox     | RHP      | Vanderbilt                                                  |
| 9    | Vereinigte Staaten | Ian Happ           |           | Chicago Cubs          | OF       | Cincinnati                                                  |
| 10   | Vereinigte Staaten | Cornelius Randolph |           | Philadelphia Phillies | SS       | Griffin High School (Georgia)                               |
| 11   | Vereinigte Staaten | Tyler Stephenson   |           | Cincinnati Reds       | C        | Kennesaw Mountain High School (Georgia)                     |
| 12   | Kanada             | Josh Naylor        |           | Miami Marlins         | 1B       | St. Joan of Arc Catholic Secondary School (Ontario, Kanada) |
| 13   | Vereinigte Staaten | Garrett Whitley    |           | Tampa Bay Rays        | OF       | Niskayuna High School (New York)                            |
| 14   | Vereinigte Staaten | Kolby Allard       |           | Atlanta Braves        | LHP      | San Clemente High School (Kalifornien)                      |
| 15   | Vereinigte Staaten | Trent Clark        |           | Milwaukee Brewers     | OF       | Richland High School (Texas)                                |
| 16   | Vereinigte Staaten | James Kaprielian   |           | New York Yankees      | RHP      | UCLA                                                        |
| 17   | Vereinigte Staaten | Brady Aiken        |           | Cleveland Indians     | LHP      | IMG Academy                                                 |
| 18   | Vereinigte Staaten | Phil Bickford      |           | San Francisco Giants  | RHP      | College of Southern Nevada, (Nevada)                        |
| 19   | Vereinigte Staaten | Kevin Newman       |           | Pittsburgh Pirates    | SS       | University of Arizona                                       |
| 20   | Vereinigte Staaten | Richie Martin      |           | Oakland Athletics     | SS       | University of Florida                                       |
| 21   | Vereinigte Staaten | Ashe Russell       |           | Kansas City Royals    | RHP      | Cathedral High School (Indiana)                             |
| 22   | Vereinigte Staaten | Beau Burrows       |           | Detroit Tigers        | RHP      | Weatherford High School (Texas)                             |
| 23   | Vereinigte Staaten | Nick Plummer       |           | St. Louis Cardinals   | OF       | Brother Rice High School (Michigan)                         |
| 24   | Vereinigte Staaten | Walker Buehler     |           | Los Angeles Dodgers   | RHP      | Vanderbilt                                                  |
| 25   | Vereinigte Staaten | D. J. Stewart      |           | Baltimore Orioles     | OF       | Florida State University                                    |
| 26   | Vereinigte Staaten | Taylor Ward        |           | Los Angeles Angels    | C        | Fresno State                                                |

### Kompensationsrunde
| Pick | Spieler            | Spieler          | Franchise | Franchise            | Position | Schule                                       | Grund der Kompensation                               |
| ---- | ------------------ | ---------------- | --------- | -------------------- | -------- | -------------------------------------------- | ---------------------------------------------------- |
| 27   | Vereinigte Staaten | Mike Nikorak     |           | Colorado Rockies     | RHP      | Stroudsburg High School (Pennsylvania)       | New York Mets haben Michael Cuddyer verpflichtet     |
| 28   | Kanada             | Mike Soroka      |           | Atlanta Braves       | RHP      | Bishop Carroll High School (Alberta, Kanada) | Minnesota Twins haben Ervin Santana verpflichtet     |
| 29   | Vereinigte Staaten | Jon Harris       |           | Toronto Blue Jays    | RHP      | Missouri State University                    | Chicago White Sox haben Melky Cabrera verpflichtet   |
| 30   | Vereinigte Staaten | Kyle Holder      |           | New York Yankees     | SS       | University of San Diego                      | Chicago White Sox haben David Robertson verpflichtet |
| 31   | Vereinigte Staaten | Chris Shaw       |           | San Francisco Giants | 1B       | Boston College                               | Boston Red Sox haben Pablo Sandoval verpflichtet     |
| 32   | Vereinigte Staaten | Ke'Bryan Hayes   |           | Pittsburgh Pirates   | 3B       | Concordia Lutheran High School (Texas)       | Toronto Blue Jays haben Russell Martin verpflichtet  |
| 33   | Vereinigte Staaten | Nolan Watson     |           | Kansas City Royals   | RHP      | Lawrence North High School (Indiana)         | San Diego Padres haben James Shields verpflichtet    |
| 34   | Vereinigte Staaten | Christin Stewart |           | Detroit Tigers       | OF       | University of Tennessee                      | Washington Nationals haben Max Scherzer verpflichtet |
| 35   | Vereinigte Staaten | Kyle Funkhouser* |           | Los Angeles Dodgers  | RHP      | University of Louisville                     | Boston Red Sox haben Hanley Ramírez verpflichtet     |
| 36   | Vereinigte Staaten | Ryan Mountcastle |           | Baltimore Orioles    | SS       | Paul J. Hagerty High School (Florida)        | Seattle Mariners haben Nelson Cruz verpflichtet      |